# Pontificia reale basilica di San Giacomo degli Spagnoli
La pontificia reale basilica di San Giacomo degli Spagnoli è una chiesa di Napoli che si trova nel centro storico della città, in piazza Municipio, all'interno del palazzo San Giacomo.
È considerata una delle più rilevanti architetture del periodo vicereale ed è riconosciuta come chiesa nazionale di Spagna, essendo oltretutto amministrata dalla Real Hermandad de Nobles Españoles de Santiago.

## Storia
La costruzione della chiesa risale al 1540 e fu voluta dal viceré spagnolo don Pedro de Toledo per associarla ad un ospedale destinato alla cura dei poveri già presente per la volontà di alcuni nobili spagnoli e dedicato a san Giacomo il Maggiore; l'opera fu commissionata all'architetto Ferdinando Manlio (già artefice del palazzo vicereale e della ristrutturazione di Castel Capuano).
L'edificio subì una notevole trasformazione a partire dal 1741 con una serie di restauri e con l'abbattimento dell'ospedale che dovette far posto al palazzo dei Ministeri del governo borbonico, oggi palazzo San Giacomo, sede del comune.
Nell'aprile del 1911 papa Pio X l'ha elevata alla dignità di basilica minore.
Attualmente la chiesa è soggetta a complessi interventi di restauro. Una parte di questi lavori è stata finanziata dal Principe Don Pedro di Borbone delle Due Sicilie, Duca di Calabria, determinando un accordo per il quale la Cappella della Mater Dolorosa, ivi voluta dal Re delle Due Sicilie Carlo di Borbone, antenato di Don Pedro, sia destinata all'uso da parte del Sacro Militare Ordine Costantiniano di San Giorgio e dal Real Cuerpo de la Nobleza di Madrid.

## Descrizione
La chiesa conserva la linea e l'impianto originari cinquecenteschi, eccetto per la facciata che è stata trasformata in seguito agli interventi successivi.
La struttura e suddivisa in tre navate, di cui la centrale è ricoperta da una volta a botte a lunette, mentre le navate laterali presentano una serie in successione di piccole cupole.
Interessante è inoltre la collocazione della cupola centrale, la quale insiste su un intermezzo posto tra il transetto e l'abside.

### Monumenti funebri
La basilica possiede un consistente numero di monumentali sepolcri.
Il più rilevante è senza dubbio il sepolcro di Don Pedro de Toledo, è visibile in un ambiente dell'abside posto alle spalle dell'altare maggiore accessibile attraverso una porta situata sul lato sinistro del presbiterio. Il monumento sepolcrale fu scolpito nel 1570 da Giovanni da Nola, su volontà dello stesso viceré di Napoli, che però morì prima della conclusione dei lavori del sarcofago, dovendo così essere sepolto all'interno del duomo di Firenze.
Altri importanti monumenti funebri sono collocati ai lati dell'ingresso della basilica, nelle cui pareti laterali della scalinata d'accesso sono presenti il sepolcro di Ferdinando Maiorca e quello della consorte Porzia Coniglia, entrambi opera di Michelangelo Naccherino.

#### Il sepolcro di Alfonso Basurto, commissionato da Eleonora di Nocera

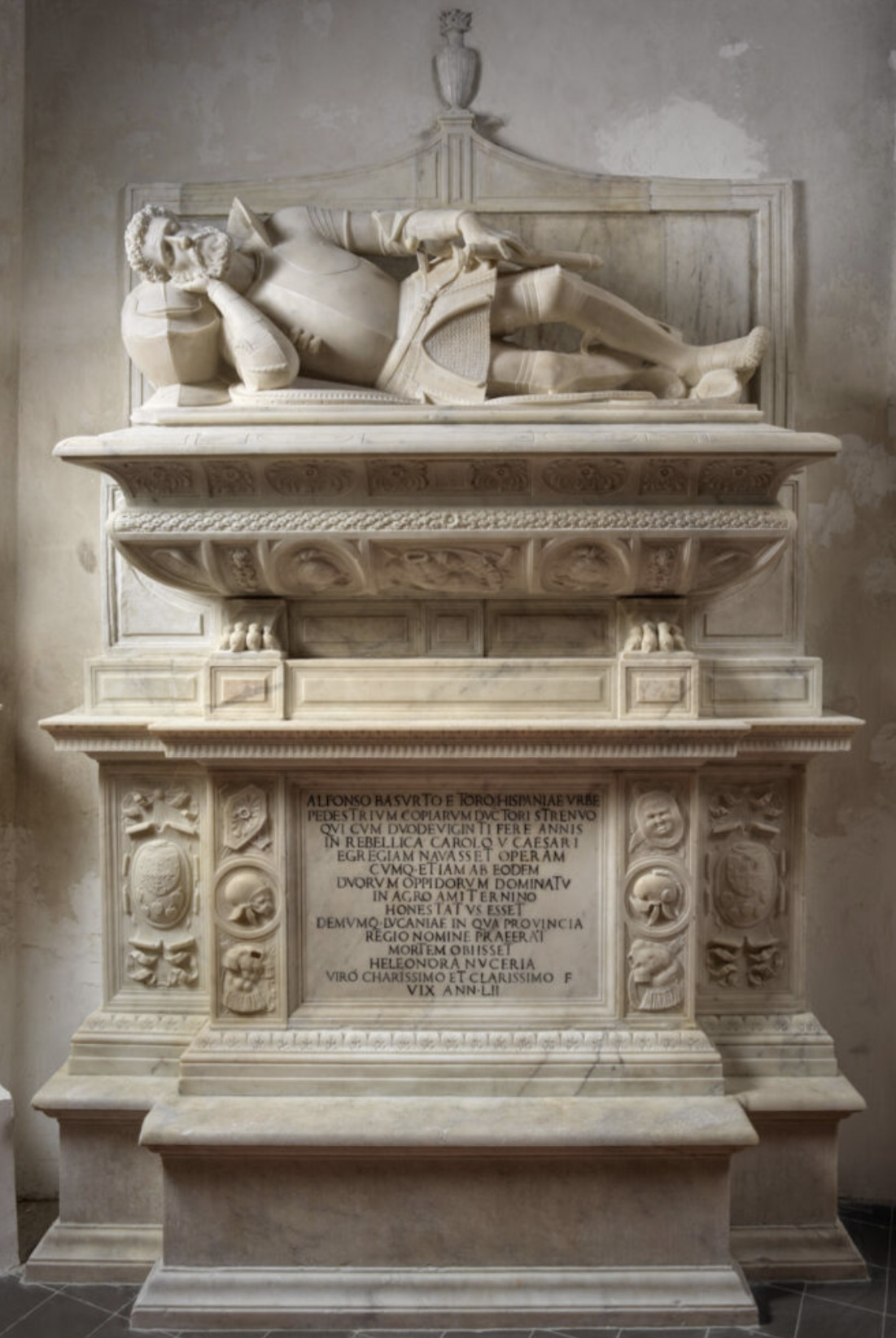
Sepolcro del viceré Alfonso Basurto

Infine, sempre nella zona absidale sono conservati altri cinque monumenti sepolcrali, oltre a quello principale, come quello del viceré Alfonso Basurto, commissionato dalla moglie, la nobildonna Eleonora di Nocera, agli artisti Annibale Caccavello e Giovanni Domenico D'Auria, posto proprio alle spalle di quello di Don Pedro.

### Opere pittoriche

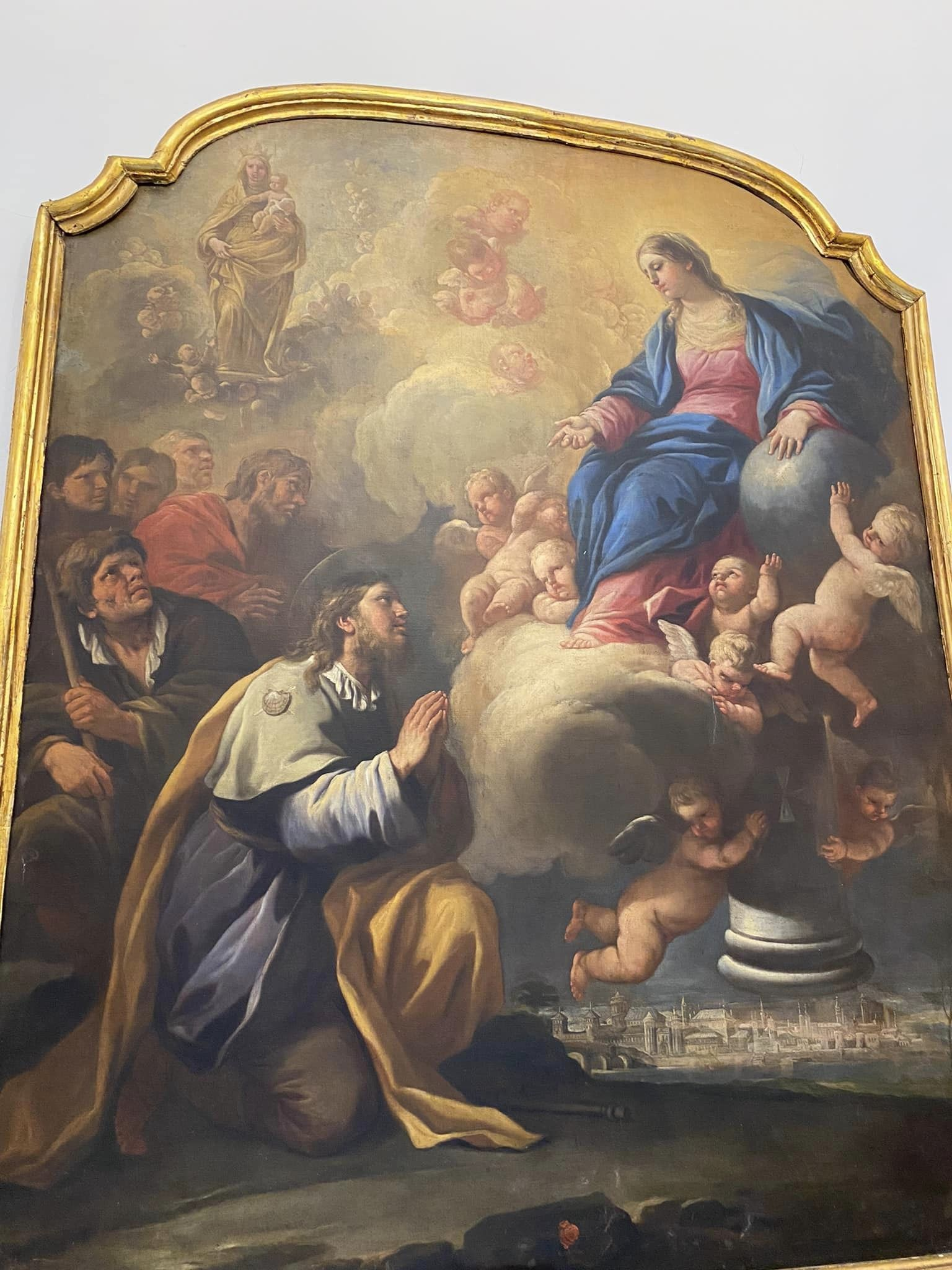
L'Apparizione della Vergine a San Giacomo di Luca Giordano

All'interno sono numerosi i dipinti che documentano la pittura napoletana della seconda metà del Cinquecento, come: la Crocifissione, Il San Giacomo Apostolo e la Madonna con i Santi Antonio da Padova e Francesco di Marco Pino, la Deposizione di Giovanni Bernardo Lama, la Madonna con il Bambino e San Girolamo di Michele Curia, la Madonna con il Bambino e i Re Magi della scuola di Giorgio Vasari e l'Assunzione della Vergine di Giovanni Angelo Criscuolo.
Mentre risalgono al Seicento: la Santa Lucia di Andrea Vaccaro, l'Apparizione della Vergine a San Giacomo di Luca Giordano e un'Immacolata attribuita a Massimo Stanzione (queste ultime due tele, restaurate di recente, sono visibili nella sacrestia).
E ancora, sono del Settecento: il San Giacomo condotto al martirio di Domenico Antonio Vaccaro e la Madonna della Vittoria con san Pio V e don Giovanni d'Austria di Pietro Bardellino.
Infine, al secolo attuale appartiene il ritratto di Felipe VI di Spagna, eseguito nel 2021 da Giovanni Gasparro e visibile negli ambienti privati dell'Arciconfraternita.